# Batthyány Kázmér Gimnázium
A szigetszentmiklósi Batthyány Kázmér Gimnázium (rövidítése: SZBKG) a Pest vármegyei Szigetszentmiklós középiskolája. Névadója gróf Batthyány Kázmér főispán és Magyarország egykori külügyminisztere. Az iskolát 1990-ben alapították.

## Az iskola történelme

### Az iskola kezdetei
Az iskolát még a szigetszentmiklósi városi tanács alapította 1990-ben. Első igazgatója, Dr. Koós Ferenc neveléstörténész javaslatára az iskola deklarált célja biztosítani a Budapest déli agglomeráció tehetséges gyerekeinek, hogy itt helyben kapják meg a képességeiket kibontakoztató képzést. A cél elérése érdekében az akkor jelentős pedagógiai innovációt jelentő régi-új nyolcosztályos képzési formát indították be a négyosztályos gimnáziumi, és a közgazdasági szakközépiskolai képzés mellett. A régi kereteket azonban új tartalommal töltötték meg, a prioritást a képzés alapozó szakaszában a nyelvoktatás kapta meg, kiegészítve az akkor szintén újdonságnak számító informatikaoktatással. Mindezt erős tehetséggondozással koronázták meg. Az iskola minderre egyedi tantervet dolgozott ki.

### A kollégium
Országos beiskolázást szolgált a kollégium, ahova az ország számos területéről, sőt a határokon túlról is érkeztek tanulók, valamint ez szolgált az iskola tanárainak, és idegen nyelvi lektorainak szolgálati lakásként. Az új tantestület tapasztalt és pályakezdő kollégákból tevődött össze, akik jól kiegészítve egymást hatalmas lendületet adtak az iskolának. A nyelvoktatás hatékonyságát növelte az iskola külkapcsolati rendszere, amelynek segítségével diákjaink anyanyelvi környezetben gyakorolhatták az idegen nyelveket.

### A külkapcsolatok
A külkapcsolatok támogatására alapította a Budapest Bank helyi fiókja a School-Invest Alapítványt. Az alapítvány bevételeit a szülői befizetések és az adó 1%-ok jelentették. 1991-ben a helyi önkormányzat az épület tulajdonjogát megtartva átadta a fenntartói jogokat Pest Megye Önkormányzatának. Az új gazda, a helyi önkormányzathoz hasonlóan jelentős, ma mesebelinek tűnő- mértékben támogatta az iskolát lehetőséget adva a csoportbontásokra, a magas nyelvi óraszámokra, szakkörökre, a közösségépítés különböző formáira (pl. a kirándulásokhoz iskolabusz állt rendelkezésre). Az oktatáshoz jelentős logisztika is társult, a tanároknak így a gyerekek nevelésével, oktatásával kellett „csak” foglalkozni. Volt, amikor az alkalmazotti létszám elérte a 140 főt (ma 60 körül van). Az iskola adta lehetőségek és a gyermekek szárnyakat adtak a tantestületnek, de a több lehetőség több munkával is járt. Az iskolában dolgozó tanárok fluktuációja jelentős volt a kezdeti időkben, évente kicserélődött a tantestület negyede, ötöde.

### A Batthyány Kázmér név
1992-ben az iskola felvette Batthyány Kázmér nevét. Az intézmény magas presztízsre tett szert a környéken, a tanulók számára nagy érdem volt bekerülni, s a korai szelekciót egy az akadémia pszichológusai által készített felvételi tette biztosabbá. Sajnos ezt felváltotta 1999-től a központi felvételi, amely nem annyira a tehetséget, hanem a felkészítést méri. 2000-ben az iskola 10. születésnapját nagyszabású rendezvénysorozattal ünnepelte, ekkor vendégül láttuk a partneriskolák képviselőit és több illusztris vendégünk is volt pl. Habsburg Ottó. 2001 nyarán a fenntartó a heti 1200 órából 300 óra elvételéről készült döntést hozni. Az erős lobbi-tevékenység hatására az egyedi tantervet figyelembe véve sikerült 110 órát visszaszerezni.

### A Kulcs a Jövőhöz
Az iskola szülői közössége ennek ellenére úgy döntött, hogy anyagi áldozatot vállalva a kieső tehetséggondozási órák pótlására létrehozzák a KULCS A JÖVŐHÖZ Alapítványt, amely a szolidaritáson alapuló szülői befizetésekből finanszírozza az elveszett órákat. 2002-ben megszűnt a közgazdasági szakközépiskolai képzés, helyette 4 évfolyamos gimnáziumi képzés indult el, így iskolánk tiszta profilú gimnázium lett. A 2003-as tanévtől az iskola felmenő rendszerben bevezette a kerettantervre épülő új oktatási rendszerét, amely a tanulói óraszámok mérséklése miatt a nyelvoktatás óraszámának csökkenésével is járt. 2004-től működik iskolánkban a BME kihelyezett nyelvvizsgahelye.

### Új igazgató
Iskolánk alapító igazgatója, Dr. Koós Ferenc 2006-ban nyugdíjba vonult, ezt követően helyettese, Gelencsér László lett az igazgató, aki az iskola mindaddig betöltött szerepének megtartását és az iskolaközösség megerősítését tűzte ki célul maga elé. A célok jelentős részét sikerült elérni: új formát kaptak a tudományos napok, az erdei iskola rendszere, új partneriskoláink lettek: Svédország (Älvdalen), Németország (Torgau), és amire különösen büszkék vagyunk, az erdélyi Gyergyószentmiklós gimnáziuma. Kidolgozásra került
az iskolai kirándulások, tanulmányi napok rendszere. A tanárok digitális kompetenciájának fejlesztése kiemelt szerepet kapott, amely egyrészt az iskolai honlap fejlesztésével, másrészt a belső kommunikáció digitális csatornára való terelésével valósult meg.
A 2006-os év után folyamatos megszorítások voltak, a tanári létszámot többször csökkentették, a fenntartó a Pedagógiai Program végrehajtásához szükséges óraszámot nem biztosította, ezért az iskolai alapítványok egyre több órát voltak kénytelenek finanszírozni, a szülőkre így egyre nagyobb teher nehezedett.

### Jelenlegi események
A megyei önkormányzat 2008-ban kiadta a konyhánkat egy külső cégnek, ami az addig igen jó iskolai menzánk színvonalának csökkenéséhez vezetett. 2009-ben a fenntartó gazdasági központokat hozott létre, nálunk csak egy gazdasági ügyintéző maradt, de a rá háruló feladatokat csak még egy személy segítségével tudja ellátni. A válság, a csökkenő állami támogatás, s a többletfeladatok miatt a fenntartó Pest Megyei Önkormányzat anyagilag ellehetetlenült. A 2011-es évben az iskola több mint 62 milliós tartozást halmozott fel, s a pénzhiány miatt a törvényi kötelezettségeinek sem tudott eleget tenni. Gelencsér László igazgató úr 2011-ben nem pályázott újra, az egyetlen pályázót a fenntartó elutasította, az iskola élére Czita Zoltán megbízott igazgató került.
2012. január 1-től a Pest Megyei Kormányhivatal Megyei Intézményfenntartó Központja vette át a fenntartói jogokat. Ekkor új pályázatot írtak ki az igazgató posztra, melyet végül érvénytelenítettek, de a fenntartó 2012. április 3-án új megbízott igazgatót nevezett ki az intézmény élére, Mede Norbert személyében. Az újabb pályázat lefolytatása után, melyet eredménytelennek ítéltek, megbízással Kissné Hegedűs Éva, eddigi igazgató helyettes vette át a vezető feladatokat 2012. augusztusával. A fenntartóváltások időszaka megkezdődött és folytatódott, 2012 decemberében az újra elindított belső konyha rögtön 2013. januárban a szigetszentmiklósi önkormányzat kezelése alá került, 2013. április 1-jétől pedig az iskola fenntartásáért a Klebelsberg Intézményfenntartó Központ lett a felelős, ugyanúgy, mint az ország többi iskolájában (csak kicsit később), ugyanekkor az iskola működtetési feladatai pedig átkerültek a szigetszentmiklósi önkormányzathoz.

## Iskola vezetői
- 1990/91 tanévtől 2005/06 tanévig: dr. Koós Ferenc igazgató
- 2006/07 tanévtől 2010/11 tanévig: Gelencsér László igazgató
- 2011/12 tanévtől 2012. április 2-ig: Czita Zoltán megbízott igazgató
- 2012. április 3-tól 2012. július 31-ig Mede Norbert megbízott igazgató
- 2012. augusztus 1-től Kissné Hegedűs Éva megbízott igazgató
- 2013. augusztus 15-től Kissné Hegedűs Éva igazgató

## A képzésről
Jelenlegi képzési formák:
- 8 évfolyamos gimnázium (évfolyamonként 2 osztállyal)
- 1+4 évfolyamos gimnázium (2004 szeptemberétől 1 osztály évfolyamonként; az első év nyelvi előkészítő)

A számítástechnika tantervi anyaga az ECDL-vizsgákra (European Computer Driving Licence – Európai Számítógép-használói Jogosítvány) való felkészítést segíti.
Az országos képzéstől eltér iskolánk fakultációs rendszere. Tanulóink fakultációs órák keretében már a 10. évfolyamon készülhetnek a közép- és emelt szintű érettségi vizsgákra és a továbbtanulásra, melyet az alapítványok támogatnak.
A fakultációk mellett a tanulás eredményességét segíti az iskolánk által kidolgozott házivizsga-rendszer.
A környezeti nevelés meghatározó pilléreként 5. és 9. évfolyamosaink számára erdei iskola-programot szervezünk. Ezenkívül a 10. évfolyamosok megismerik Erdélyt, valamint az utolsó előtti évükben járók egy pályaválasztást segítő, munkahely-látogatós táborban vesznek részt.

## Az iskolához kapcsolódó alapítványok
A sikeres munkához a feltételeket két alapítvány biztosítja.
A School-Invest Alapítványt elsősorban a külföldi cserekapcsolatok finanszírozása érdekében hívták életre. Emellett ez az alapítvány vállalta fel, hogy gazdája lesz a Budapesti Műszaki Egyetem Nyelvvizsgaközpontja által szervezett akkreditált nyelvvizsgahelynek angol, német és francia nyelvből. A gimnázium több tanára végezte el sikeresen az ehhez szükséges vizsgáztatói tanfolyamot. A BME Nyelvvizsgaközpont School-Invest Alapítvány Batthyány Vizsgahely 2004. őszétől szervez vizsgákat.
A Kulcs a Jövőhöz Alapítvány az államilag nem finanszírozott, továbbtanulási feltételeket megteremtő, illetve szabadidős foglalkozások támogatása céljából alakult. 2014-ben megszűnt, miután a fenntartó finanszírozni kezdte újra az órákat

## Külföldi cserekapcsolatok

### Német nyelvű
- Privat-Gymnasium Pindl, Regensburg;
- Bundesgymnasium, Gmunden;
- Fachoberschule, Cham;
- Hegel-Gymnasium, Stuttgart;
- Istituto Tecnico Statale „Vincenso Arangio Ruiz”, Róma (angol is)

### Angol nyelvű
- Aarvdalen (Svédország)
- angliai tanulmányi út Barnstaple-ba /Anglia (angol nyelvtanfolyam)

### Francia nyelvű
- Lyceé Henri Darras, Liévin, Franciaország

### Erdélyi kapcsolat
- Gyergyószentmiklós, Salamon Ernő Gimnázium
- Szatmárnémeti, Kölcsey Ferenc Főgimnázium

A gimnázium több EU-SOCRATES projektben vesz részt (COMENIUS és LINGUA-program), és 9 európai országgal működik együtt német, angol és francia nyelven.

## Nyilvánosság, személyesség
Az iskola honlapján az aktuális hírek és információk mellett tanulásban hasznosítható oktatási segédanyagok, iskolánk múltját idéző fotók és dokumentumok is megtalálhatók.
A gimnázium fennállása alatt eddig 2 évkönyvet adott ki, valamint egy almanach is készült.
A szülőkkel való kapcsolattartás a Szülők Tanácsának működésén keresztül valósul meg, valamint 2007 óta elektronikus úton is.

## Szabadidő, kultúra
Az oktató-nevelő munkát 29 000 kötetes könyvtár, és több mint 300 adathordozó (film, oktató CD stb.) segíti.
A gimnáziumban bel- és külföldön egyaránt sikeresen szereplő kórus, valamint több diákzenekar működik.
Az évek múlásával egyre több hagyománnyá váló színvonalas rendezvényt szervez egy-egy tanév során. Ilyen többek között a művészeti est, a szalagavató, a Kázmér-bál, valamint a Batthyány Kázmér Tudományos Napok - melynek keretében neves egyetemi oktatók, tudósok, sportolók, művészek tartanak foglalkozásokat és előadásokat a diákoknak -, továbbá a kórus fő rendezvénye, a tanévzáró koncert.

## Sportélet
Szükség esetén szakképzett gyógytestnevelő tart foglalkozásokat délutánonként a tanulóknak.
Tömegsport keretében röplabda, kosárlabda és floorball sportágak választhatók.
Évi rendszerességgel szerveznek csoportban sítábort.
2011-től kezdve hivatalos formában is működik a Batthyány Diáksport Egyesület.

## Megközelítés

### Tömegközlekedéssel
Hévvel: H6-os Ráckevei Hévvel a József Attila-telep megállónál kell leszállni és egy 10 perces sétára van az intézmény.
Távolsági busszal: Délről és Pest felől 673-as, 674-es, 676-os volánbusszal a Határ út, vagy a József Attila telepi megállónál kell leszállni, és onnan egy 3 perces sétára van az intézmény.
Helyi busszal: 682-es, 679-es buszokkal közelíthető meg az intézmény.